# W'z
《W'z》(위즈)는 GoHands, KADOKAWA, Frontier Works의 공동 원작으로 기획된 일본의 TV 애니메이션이다. 2019년 1월부터 방영 중이다. 이 작품은 전작인 《핸드 셰이커》의 10년 후를 배경으로, 같은 작의 등장인물도 등장한다.